# 社苓
社苓，是臺灣苗栗縣苑裡鎮的一個傳統地域名稱，位於該鎮南部。相較於今日行政區，其範圍大致包括田心里最東端、社苓里、泰田里、玉田里不含西部、上館里。

## 歷史
台灣清治末期至日治初期，社苓地區為一街庄，稱為「社苓庄」，隸屬於苗栗二堡。該庄輪廓為西北－東南方向的紡錘形，東北側由西向東分別與貓盂庄、舊社庄、山腳庄、南勢林庄為鄰，西南側由東向西分別與土城庄、廍仔庄、日南社庄、山柑庄為鄰。
1901年（日治明治三十四年）11月，該庄隸屬於苗栗廳。1909年（明治四十二年）10月，改隸屬於新竹廳。1920年（大正九年），該庄改制為「社苓」大字，隸屬於新竹州苗栗郡苑裡庄，大字下有「社苓」、「公館子」小字名。1943年，苑裡庄升格為苑裡街。
戰後苑裡街改制為苑裡鎮，隸屬於苗栗縣，大字亦改制為里。

## 交通
國道3號又稱「福爾摩沙高速公路」，是貫穿台灣西部的兩條縱向高速公路之一，大致以縱向經過社苓地區西北部，並於南部邊界外不遠之縣道140號交會處設有苑裡交流道，由此可快速前往台灣西部各地。
縣道121號是通霄至日南的道路，大致以縱向經過本地區，向北可前往繞經山區前往通霄，向南可前往日南連上省道台1線。
縣道140號有「苗栗縣南橫公路」的稱號，是南房至卓蘭的道路，大致西北－東南走向經過本地區南部邊界地帶，向西北可前往南房附近連結省道台61線，往東南可前往三義、卓蘭的大安溪北岸地帶，最終止於白布帆附近的鄉道中47線。

## 學校
- 中山國小 （页面存档备份，存于）